# Escuela Preparatoria Seagoville
La Escuela Preparatoria Seagoville (Seagoville High School o SHS) es una escuela preparatoria en Dallas, Texas. Como parte del Distrito Escolar Independiente de Dallas (DISD), sirve la mayoría de la Ciudad de Seagoville, partes del suroeste de Dallas (incluyendo Kleberg y Rylie), una parte de la Ciudad de Balch Springs, y la parte de la Ciudad de Combine en el Condado de Dallas.

## Historia
La preparatoria se abrió en 1928 en un terreno que fue comprado en 1927. En 1929 la escuela se eligieron sus colores escolares y su mascota. El edificio era una escuela y un centro comunitario. En el septiembre de 1957 un incendio destruyó el edificio, y la Escuela Primaria Central se abrió en este terreno. El edificio actual de la preparatoria y el edificio de la Escuela Secundaria Seagoville (Seagoville Middle School) se abrieron en un terreno de 22 acres, donado por M.D. Reeves en 1952: un edificio se abrió en 1955 y el otro edificio se abrió en el septiembre de 1958. La preparatoria era una parte del Distrito Escolar Independiente de Seagoville; el distrito se fusionaron en DISD en el agosto de 1964.